# Pixie (film)
Pixie è un film del 2020 diretto da Barnaby Thompson. 

## Trama
Dopo una rapina andata male, tre rapinatori si danno alla macchia nella campagna irlandese.

## Produzione

### Sviluppo
Nell'agosto 2019 è stato annunciato che le riprese di un nuovo film diretto da Barnaby Thompson erano iniziate nell'Irlanda nel Nord, con un cast composto da Alec Baldwin, Olivia Cooke e Ben Hardy.

## Distribuzione
Pixie è stato distribuito nelle sale britanniche a partire dal 23 ottobre 2020.

## Accoglienza
Il film ha ottenuto recensioni miste dalla critica, che comunque ha lodato l'interpretazione di Olivia Cooke. L'aggregatore di recensioni Rotten Tomatoes riporta il 75% di recensioni positive basato sull'opinione di 52 critici, con un punteggio medio di 6,3 su 10.